# پارناس
پارناس، پارناسی‌ها و پارناسیانیسم نام مکتبی ادبی است که در قرن نوزدهم در فرانسه شکل گرفت.
پارناس در افسانه‌های یونانی نام کوهی است که نه دختر زئوس خدای خدایان افسانه‌های یونان که حافظ هنرهای زیبا بودند با برادرشان آپولون که خدای شعر بود زندگی می‌کردند. نام‌گذاری این مکتب نیز بخاطر علاقه شاعران این مکتب به شعر به عنوان هنری است که فقط به خودی خود ارزش دارد و هدفی جز زیبایی و کمال ندارد.

## تشکیل مکتب پارناس

### هنر برای هنر

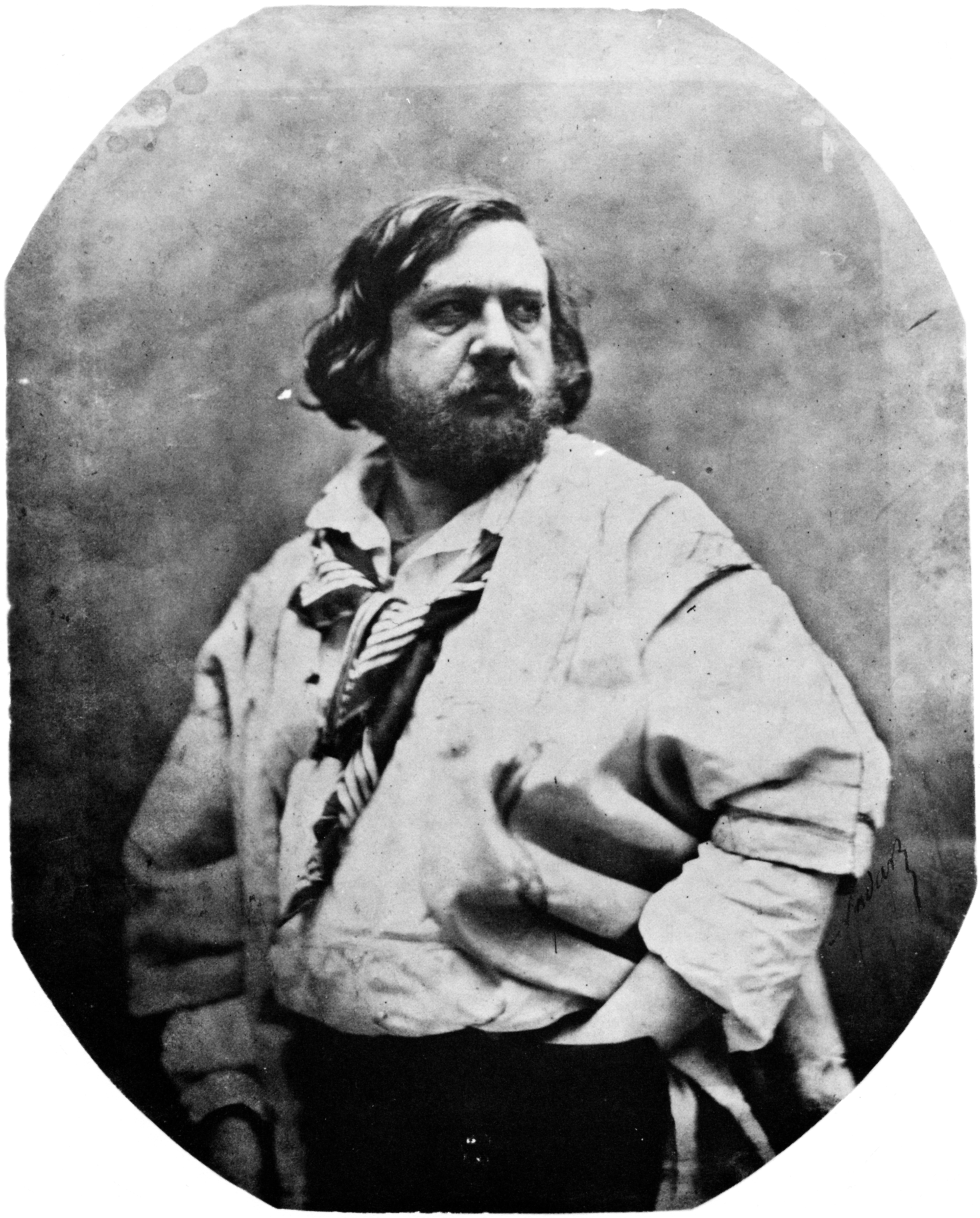
تئوفیل گوتیه

ویکتور هوگو شاعر و نویسنده فرانسوی با اثر معروف خود شرقی‌ها (Les Orientales) پایه‌گذار مکتب هنر برای هنر شد و در واقع وی بود که برای اولین بار این واژه را در دنیای ادبیات مطرح نمود. این باعث شد جوانانی دور ویکتور هوگو جمع بشوند که شعارشان هنر برای هنر باشد و هنر را همچون خدایی می‌دیدند که باید فقط به خاطر خودش پرستش شود و نباید از آن انتظار سود و منفعت داشت و در راستای هدفی قرار گیرد. آنان هنر و زیبایی را هدف نهایی می‌دانستند که بالاترین هدف هستند و نمی‌توانند وسیله‌ای برای رسیدن به اهداف دیگر شوند. در راس این جوانان تئوفیل گوتیه بود که پارناس را این‌گونه تعریف می‌کرد: «هنر برای هنر به معنی هنری آزاد فارغ از هرگونه نگرانی و دل‌مشغولی بجز زیبایی.» البته شاعر نام‌دار دیگر این مکتب تئودور دو بانویل بود.

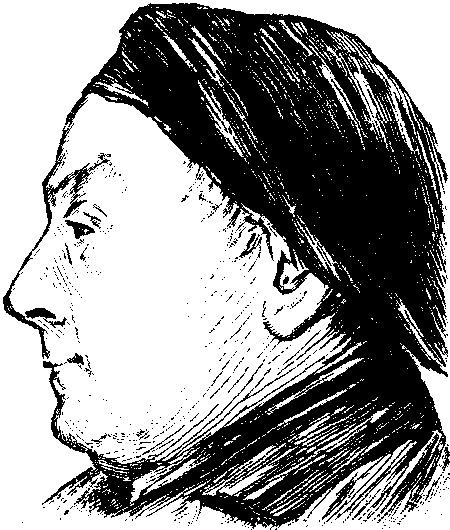
تئودور دو بانویل

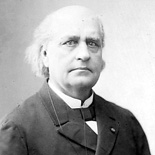
لوکنت دو لیل

در حدود سال ۱۸۶۰ جوانانی بر ضد مکتب رمانتیسم قیام کردند و اینان که تحت تأثیر شعار هنر برای هنر قرار داشتند محافل ادبی برای خود تشکیل دادند که سردمدار اینان لوکنت دو لیل بود. آن‌ها برای بیان افکار خود از میان هنرها قالب ادبی شعر را برگزیدند زیرا از نظر آنان وقتی کلام و فکر به اوج زیبایی برسند در شعر متبلور می‌شوند. زیبایی شعر برای آن‌ها در درجه اول اهمیت قرار داشت و از میان قالب‌های شعری آن‌ها به قصیده‌های چهارده بیتی و ترجیع‌بند علاقه داشتند. در سال‌های ۱۸۶۶ و ۱۸۶۹ و ۱۸۷۶ سه جلد از مجموعه اشعار این شاعران که رفته رفته به نام پارناسی‌ها معروف شدند تحت عنوان «پارناس معاصر» منتشر گردید که مورد استقبال نیز واقع شد. بعد از لوکنت دو لیل نامدارترین شاعر این مکتب ژوزه‌ماریا دو هردیا بود. همچنین اسکار وایلد یکی از نظریه‌پردازان «هنر برای هنر» و «رهبر زیبایی‌شناسان » بود.

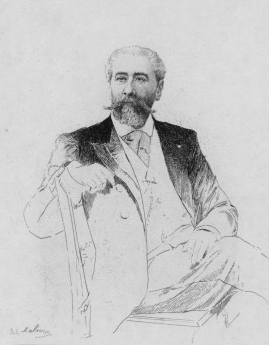
ژوزه‌ماریا دو هردیا

## محتوای اشعار پارناسی‌ها
در شعر شاعر پارناسین عواطف شخصی دخالتی ندارد چون همان‌طور که خواهیم دید آن‌ها بیان احساسات شخصی در شعر را بی‌ارزش و بد می‌دانستند. از این رو در شعر آن‌ها حوادث زیبایی و صحنه‌های اطراف شاعر برای خواننده توصیف می‌گردد و شاعر پارناس بر خلاف شاعر رمانتیسم به طبیعت بی‌تفاوت است اما به علم و تاریخ و شعر مدرن توجه دارد. در شعر پارناسین به انتخاب واژه‌ها و قالب‌ها و قافیه توجه بسیاری می‌شود زیرا تنها هدف این شعرها این است که به زیباترین شکل ممکن به خواننده عرضه شوند و در این میان مفهوم و هدف شعر برایشان بی‌اهمیت است. از نظر پارناسی‌ها شعر نشانه‌ای از روح کسی است که احساسات خود را خاموش کرده‌است و در شعر نباید دنبال هدف خاصی بود و وجود هدفی معین در شعر باعث می‌شود شعر ارزش خود را از دست بدهد. چون شاعر نمی‌خواهد شعرش حاوی امید و آرزو و خواهشی باشد محتوای شعر پارناسی‌ها آکنده از ناامیدی و یاس و بدبینی است. در واقع فقط شعر را برای زیبایش می‌گویند نه برای انتقال هدفی خاص.

## عقاید پارناسی‌ها
1. هنر تنها دلیل برای زندگی کردن: به نظر پیروان مکتب پارناس انسان در این دنیا با مشکلات عدیده‌ای دست و پنجه نرم می‌کند و تنها هنری که عاری از هرگونه هدف فلسفی و سیاسی و اجتماعی و اخلاقی باشد و تنها به بعد زیبایی شناختی توجه کند می‌تواند روح انسان را آرامش بخشد.
2. هنر برای هنر: از نظر پیروان این مکتب هنر را باید فقط برای خودش تحسین نمود، مانند خدایی که فقط باید به خاطر خودش پرستش شود از هنر نیز نباید انتظار سود و منفعتی داشته باشیم و در آن فقط باید به دنبال زیبایی باشیم. آن‌ها با هر گونه ذهنیت‌گرایی مخالف بودند و زیبایی قالب و بیان را برتر از محتوا می‌دانستند.
3. زیبایی پرستی: از نظر پارناسی‌ها تنها یک نخبه است که ارزش زیبایی را درک می‌کند و تنها یک دیوانه است که نمی‌تواند زیبایی را درک کند. از این رو شاعران این مکتب در شعرهای خود فارغ از هرگونه پیامی به دنبال عناصر زیبایی اشعارشان در مصراع‌ها و قافیه‌های متوازن بودند.
4. توجه و الهام‌گیری از هنرهای تمدن‌های باستانی: پیروان این مکتب به آثار و هنرهای یونان باستان و روم باستان علاقه زیادی داشتند و آن‌ها را دارای زیبایی ایدئال مدنظر خود و موجب آرامش انسان و جاودانه می‌دانند. از این رو این تمدن‌ها را الگوی مناسب برای خود از لحاظ زیبایی و فلسفی می‌دانند. در ادبیات نیز پارنسین‌ها به ادبیات کلاسیک که جنبهٔ ذهنی ندارد متمایل هستند.
5. دخیل نکردن احساسات شخصی در شعر: از نظر پارنسین‌ها دخیل کردن عواطف و احساسات و عشق شخصی در شعر باعث بی‌ارزش شدن شعر و همچنین امری ناپسند است. پس باید برای رسیدن به زیبایی و هنر جاودانه به بیان احساسات غیر شخصی پرداخت.
6. ارج نهادن به کار سخت: پیروان این مکتب به الهامات شاعرانه اعتقادی نداشتند و معتقد به انجام کار سخت و درگیر شدن با مشکلات برای رسیدن به زیبایی ظاهر بودند.
7. یاس و ناامیدی: پارناسی‌ها شعر را یک هنر مشکل و سخت می‌دانند و بیان زیبایی را ایده‌آلی می‌دانند که افراد عامی و توده مردم از درکش عاجزند. به نظر آنان زندگی وهم و خیال و جریان بی پایان حوادث است و نسبت به زندگی و جامعه‌اشان به دیده یاس و ناامیدی و بدبینی می‌نگرند. به نظر آن‌ها هیچ چیز وجود ندارد حتی خدا—تنها مرگ است که وجود دارد. در این ارتباط دو ویل می‌گوید: بدی زاییده زندگی است. پس از این رو باید تا حد امکان کم زندگی کرد باید هیجان را در خود کشت و گریبان را از دست بیماری امید نجات داد و روح را از تمام آرزوها و هوس‌ها دور نگاه داشت.